# Streblosoma hesslei
Streblosoma hesslei är en ringmaskart som beskrevs av Francis Day 1955. Streblosoma hesslei ingår i släktet Streblosoma och familjen Terebellidae. Inga underarter finns listade i Catalogue of Life.